# Johann Baptist von Waldstätten
Johann Baptist svobodný pán von Waldstätten (24. června 1833 Gospić – 31. prosince 1914 Vídeň) byl rakousko-uherský generál. V c. k. armádě sloužil jako absolvent vojenské akademie od roku 1851. Vyznamenal se účastí v několika válkách, poté jako štábní důstojník vystřídal službu u různých posádek v celé monarchii. V letech 1889–1898 byl zemským velitelem v Banátu a v roce 1889 dosáhl hodnosti polního zbrojmistra. V závěru své kariéry zastával post generálního inspektora c. k. armády (1898–1905). Uplatnil se také vojenský pedagog a spisovatel.

## Životopis

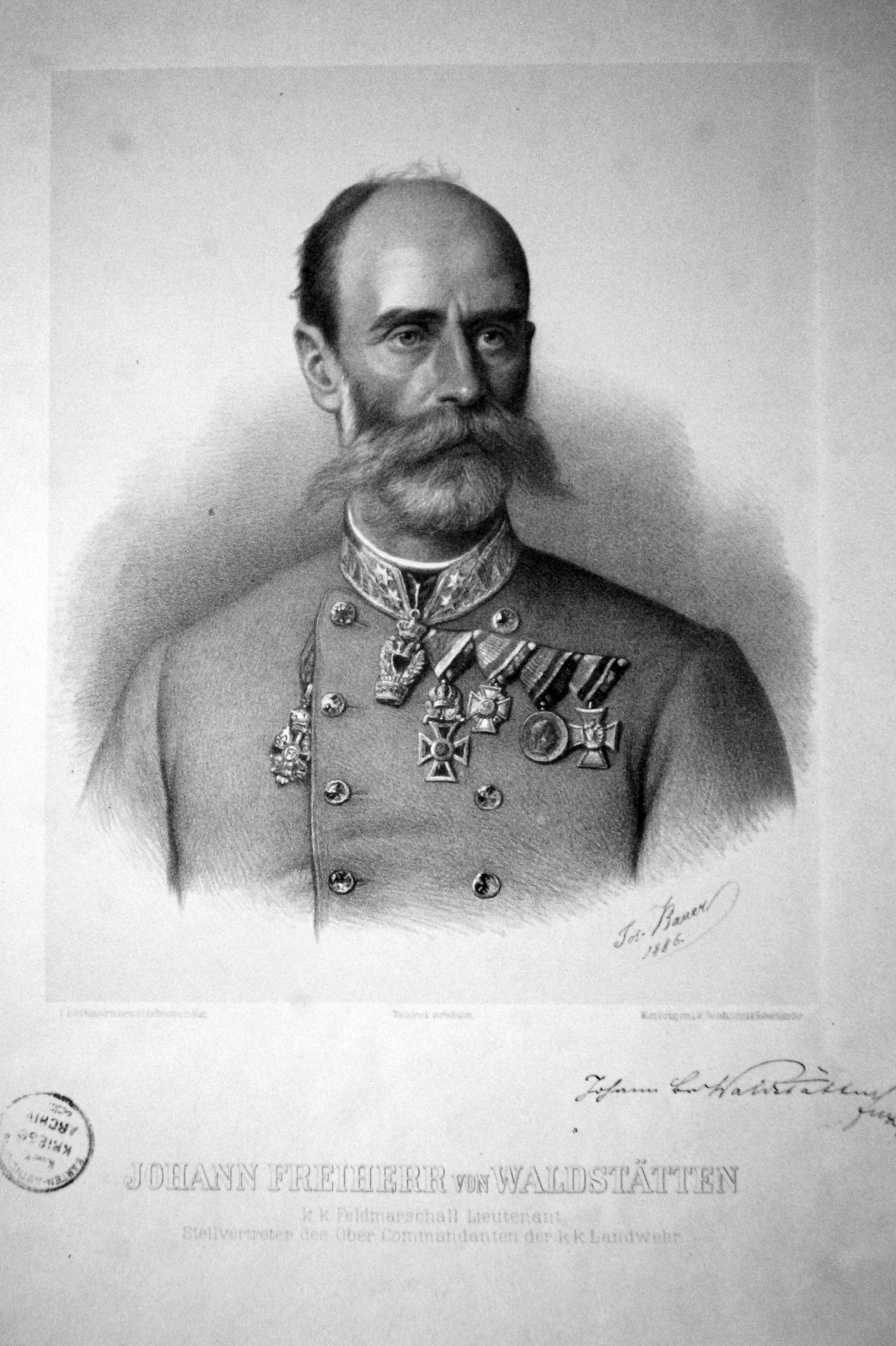
Polní podmaršál Johann Baptist von Waldstätten (litografie, Josef Bauer, 1886)

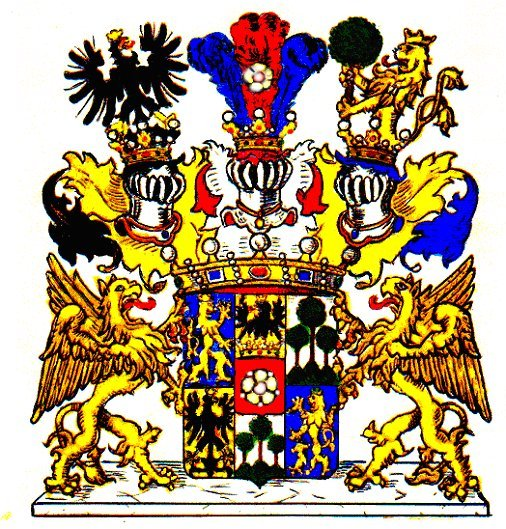
Erb rodu Waldstättenů

Pocházel ze šlechtické rodiny původem z Moravy (Hayek von Waldstätten) povýšené v roce 1754 do panského stavu. Byl nejstarším synem generála Franze Dominika Waldstättena (1775–1843). Studoval na Tereziánské vojenské akademii ve Vídeňském Novém Městě a do armády vstoupil v roce 1851 jako poručík k 39. pěšímu pluku. V roce 1854 byl povýšen na nadporučíka, poté si doplnil vzdělání na Válečné škole (K.u.k. Kriegschule) ve Vídni a v hodnosti kapitána byl zařazen do sboru důstojníků generálního štábu (1856). Během války se Sardinií bojoval v bitvách u Magenty a Solferina, kde se vyznamenal statečností. Od roku 1864 působil jako učitel na jezdecké škole a v roce 1865 byl povýšen na majora. V roce 1866 se jako šéf štábu 1. jezdecké divize zúčastnil prusko-rakouské války a o rok později byl povýšen na podplukovníka přiděleného k dragounskému pluku č. 12. Od roku 1870 působil jako pedagog na Válečné škole a téhož roku dosáhl hodnosti plukovníka.
V roce 1876 byl jmenován šéfem operační kanceláře generálního štábu, v roce 1877 dosáhl hodnosti generálmajora a krátce byl velitelem 7. pěší brigády v Brně. Jako velitel 7. pěší brigády v Sarajevu (1877–1879) se zúčastnil okupace Bosny a Hercegoviny (1878). Následně byl velitelem 56. pěší brigády v Záhřebu (1879–1880) a 72. pěší brigády taktéž v Záhřebu (1880–1882). V roce 1882 byl povýšen do hodnosti polního podmaršála a převzal velení 6. pěší divize v Temešváru (1882–1886). V letech 1886–1889 zastával funkci zástupce velitele c. k. zeměbrany a nakonec byl v letech 1889–1898 velitelem 7. armádního sboru v Temešváru, respektive zemským velitelem v Banátu. V roce 1889 dosáhl hodnosti polního zbrojmistra. V závěru své kariéry zastával funkci jednoho z generálních inspektorů armády (1898–1905). K datu 1. července 1905 byl penzionován, později ještě obdržel hodnost titulárního generála pěchoty (1908).
Uplatnil se mimo jiné jako spisovatel a byl autorem několika vojenských učebnic. Jeho nejznámějším dílem byla dvoudílná publikace Die Taktik, která vyšla poprvé v roce 1865 a do konce 19. století se dočkala deseti vydání.

## Tituly a ocenění
Za účast ve válkách obdržel několik ocenění, během pozdější vojenské služby získal další vyznamenání, byl také nositelem několika zahraničních řádů. Od roku 1887 byl čestným majitelem pěšího pluku č. 81 dislokovaného v Jihlavě a v roce 1888 byl jmenován c. k. tajným radou s nárokem na oslovení Excelence. Získal také čestné občanství v Temešváru, kde působil řadu let.

### Rakousko-Uhersko
- Řád železné koruny III. třídy s válečnou dekorací (1859)
- Vojenský záslužný kříž s válečnou dekorací (1859)
- rytířský kříž Leopoldova řádu s válečnou dekorací (1866)
- komturský kříž Řádu Františka Josefa (1877)
- Řád železné koruny II. třídy (1879)
- Řád železné koruny I. třídy (1892)
- velkokříž Leopoldova řádu (1899)

### Zahraničí
- Řád pruské koruny I. třídy (Německo)
- rytíř Řádu Albrechtova s válečnou dekorací (Sasko)
- velkokříž Ludvíkova řádu s válečnou dekorací (Hesensko)
- velkokříž Řádu rumunské hvězdy (Rumunsko)
- Řád Takova I. třídy (Srbsko)

## Rodina
V roce 1872 se ve Vídni oženil s Olgou Merinskou (1834–1923). Jejich manželství zůstalo bezdětné, ale Johann Baptist adoptoval dva synovce své manželky, Heinricha (1866–1912) a Josefa (1869–1930) Zippererovy. Ti byli v roce 1904 povýšeni do stavu svobodných pánů s nárokem na příjmení Waldstätten-Zipperer. Oba bratři sloužili v armádě a byli důstojníky generálního štábu, Heinrich navíc působil jako pedagog na Tereziánské vojenské akademii.
Johannův mladší bratr Georg von Waldstätten (1837–1918) sloužil také v armádě, dosáhl hodnosti polního zbrojmistra a naposledy byl velitelem pevnosti Krakov. Další bratr Heinrich (1835–1866) byl fregatním kapitánem u c. k. námořnictva, nejmladší z bratrů Albert (1839–1872) zemřel jako c. k. nadporučík v Praze.